# Supercoppa di Germania 2014
La Supercoppa di Germania 2014 (ufficialmente DFL-Supercup 2014) è stata la quindicesima edizione della Supercoppa di Germania.
Si è svolta il 13 agosto 2014, come l'anno precedente, al Signal Iduna Park di Dortmund tra il Bayern Monaco, vincitore della Bundesliga 2013-2014 e della Coppa di Germania 2013-2014, e il Borussia Dortmund, secondo classificato in campionato. Per il terzo anno consecutivo la sfida ha visto contrapporsi queste due squadre.
A vincere il trofeo è stato il Borussia Dortmund, che si è imposto per 2-0 grazie alle reti di Mkhitaryan e Aubameyang.

## Partecipanti
| Squadre           | Qualificazione                                                           | Partecipazioni precedenti (il grassetto indica la vittoria) |
| ----------------- | ------------------------------------------------------------------------ | ----------------------------------------------------------- |
| Borussia Dortmund | Secondo classificato in Bundesliga 2013-2014                             | 6 (1989, 1995, 1996, 2011, 2012, 2013)                      |
| Bayern Monaco     | Vincitore della Bundesliga 2013-2014 e della Coppa di Germania 2013-2014 | 7 (1987, 1989, 1990, 1994, 2010, 2012, 2013)                |

## Tabellino
| Arbitro: | Peter Gagelmann (Brema) |

|                               |           |  |
| Mxit'aryan 23’ Aubameyang 62’ | Marcatori |  |

| Borussia Dortmund | Bayern Monaco |

### Formazioni
| Borussia Dortmund: |    |                           |  |     |
|                    |    |                           |  |     |
| P                  | 22 | Mitchell Langerak         |  |     |
| D                  | 26 | Łukasz Piszczek           |  |     |
| D                  | 25 | Sōkratīs Papastathopoulos |  |     |
| D                  | 28 | Matthias Ginter           |  |     |
| D                  | 29 | Marcel Schmelzer          |  | 46’ |
| C                  | 5  | Sebastian Kehl (c)        |  |     |
| C                  | 21 | Oliver Kirch              |  | 85’ |
| C                  | 7  | Jonas Hofmann             |  |     |
| C                  | 10 | Henrikh Mkhitaryan        |  |     |
| C                  | 17 | Pierre-Emerick Aubameyang |  | 63’ |
| A                  | 9  | Ciro Immobile             |  |     |
| A disposizione:    |    |                           |  |     |
| P                  | 33 | Zlatan Alomerović         |  |     |
| D                  | 4  | Neven Subotić             |  |     |
| D                  | 19 | Kevin Großkreutz          |  |     |
| D                  | 37 | Erik Durm                 |  | 46’ |
| C                  | 6  | Sven Bender               |  | 85’ |
| C                  | 14 | Miloš Jojić               |  |     |
| A                  | 20 | Adrián Ramos              |  | 63’ |
| Allenatore:        |    |                           |  |     |
| Jürgen Klopp       |    |                           |  |     |

| Bayern Monaco:  |    |                       |     |     |
|                 |    |                       |     |     |
| P               | 1  | Manuel Neuer (c)      |     |     |
| D               | 17 | Jérôme Boateng        | 73’ |     |
| D               | 8  | Javi Martínez         |     | 31’ |
| D               | 27 | David Alaba           |     |     |
| C               | 34 | Pierre-Emile Højbjerg | 45’ | 59’ |
| C               | 20 | Sebastian Rode        |     |     |
| C               | 16 | Gianluca Gaudino      |     |     |
| C               | 18 | Juan Bernat           |     |     |
| A               | 25 | Thomas Müller         |     | 46’ |
| A               | 11 | Xherdan Shaqiri       |     |     |
| A               | 9  | Robert Lewandowski    |     |     |
| A disposizione: |    |                       |     |     |
| P               | 22 | Tom Starke            |     |     |
| P               | 23 | Pepe Reina            |     |     |
| D               | 4  | Dante                 |     | 31’ |
| D               | 28 | Holger Badstuber      |     |     |
| C               | 21 | Philipp Lahm          | 85’ | 46’ |
| C               | 19 | Mario Götze           |     | 59’ |
| A               | 14 | Claudio Pizarro       |     |     |
| Allenatore:     |    |                       |     |     |
| Josep Guardiola |    |                       |     |     |